# Aegomorphus nigrovittatus
Aegomorphus nigrovittatus es una especie de escarabajo longicornio del género Aegomorphus, tribu Acanthoderini, subfamilia Lamiinae. Fue descrita científicamente por Zajciw en 1969.

## Descripción
Mide 16-17,5 milímetros de longitud.

## Distribución
Se distribuye por Brasil.